# 克莱蒙 (朗德省)
克莱蒙（法語：Clermont，法語發音：[klɛʁmɔ̃] ⓘ）是法国朗德省的一个市镇，属于达克斯区。

## 地理
克莱蒙（43°39'7"N, 0°55'0"W）面积15.02 平方千米，位于法国新阿基坦大区朗德省，该省份为法国西南部沿海省份，是法國本土面积第二大的省，北起吉倫特省，西临大西洋，南至大西洋比利牛斯省，东临热尔省，东北与洛特-加龍省接壤。
与克莱蒙接壤的市镇（或旧市镇、城区）包括：埃斯蒂博、加雷、曼巴斯特、奥祖尔、波马雷兹、沙洛斯地区索尔。

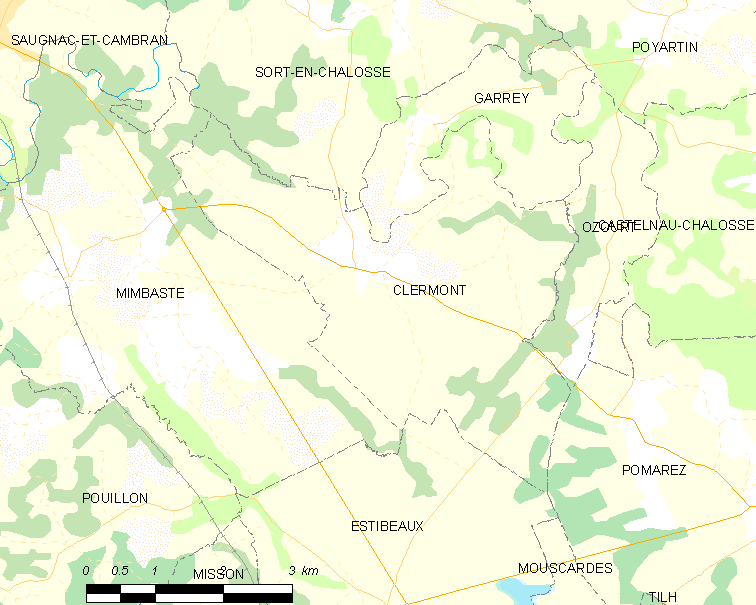
的OSM定位图

克莱蒙的时区为UTC+01:00、UTC+02:00（夏令时）。

## 行政
克莱蒙的邮政编码为40180，INSEE市镇编码为40084。

## 政治
克莱蒙所属的省级选区为沙洛斯山坡县。

## 人口

1962-2008年间人口变化图示

克莱蒙于2022年1月1日时的人口数量为742人。